# Kinas Grand Prix 2015
Kinas Grand Prix 2015, officiellt 2015 Formula 1 Chinese Grand Prix, var en Formel 1-tävling som hölls den 29 april 2015 på Shanghai International Circuit i Shanghai, Kina. Det var den tredje tävlingen av Formel 1-säsongen 2015 och kördes över 56 varv. Vinnare av loppet blev Lewis Hamilton för Mercedes, tvåa blev Nico Rosberg, även han för Mercedes, och trea blev Sebastian Vettel för Ferrari.
Svenske Marcus Ericsson kvalade in på 10:e plats, en placering han behöll även under racet ända in i mål. Därmed tog han poäng för andra gången i ett Formel 1-lopp.

## Kvalet
| KR. | Nr | Förare            | Konstruktör          | Q1       | Q2       | Q3       | Grid |
| --- | -- | ----------------- | -------------------- | -------- | -------- | -------- | ---- |
| 1   | 44 | Lewis Hamilton    | Mercedes             | 1:38,285 | 1:36,423 | 1:35,782 | 1    |
| 2   | 6  | Nico Rosberg      | Mercedes             | 1:38,496 | 1:36,747 | 1:35,828 | 2    |
| 3   | 5  | Sebastian Vettel  | Ferrari              | 1:37,502 | 1:36,957 | 1:36,687 | 3    |
| 4   | 19 | Felipe Massa      | Williams-Mercedes    | 1:38,433 | 1:37,357 | 1:36,954 | 4    |
| 5   | 77 | Valtteri Bottas   | Williams-Mercedes    | 1:38,014 | 1:37,763 | 1:37,143 | 5    |
| 6   | 7  | Kimi Räikkönen    | Ferrari              | 1:37,790 | 1:37,109 | 1:37,232 | 6    |
| 7   | 3  | Daniel Ricciardo  | Red Bull-Renault     | 1:38,534 | 1:37,939 | 1:37,540 | 7    |
| 8   | 8  | Romain Grosjean   | Lotus-Mercedes       | 1:38,209 | 1:38,063 | 1:37,905 | 8    |
| 9   | 12 | Felipe Nasr       | Sauber-Ferrari       | 1:38,521 | 1:38,017 | 1:38,067 | 9    |
| 10  | 9  | Marcus Ericsson   | Sauber-Ferrari       | 1:38,941 | 1:38,127 | 1:38,158 | 10   |
| 11  | 13 | Pastor Maldonado  | Lotus-Mercedes       | 1:38,563 | 1:38,134 |          | 11   |
| 12  | 26 | Daniil Kvyat      | Red Bull-Renault     | 1:39,051 | 1:38,209 |          | 12   |
| 13  | 33 | Max Verstappen    | Toro Rosso-Renault   | 1:38,387 | 1:38,393 |          | 13   |
| 14  | 55 | Carlos Sainz, Jr. | Toro Rosso-Renault   | 1:38,622 | 1:38,538 |          | 14   |
| 15  | 11 | Sergio Pérez      | Force India-Mercedes | 1:38,903 | 1:39,290 |          | 15   |
| 16  | 27 | Nico Hülkenberg   | Force India-Mercedes | 1:39,216 |          |          | 16   |
| 17  | 22 | Jenson Button     | McLaren-Honda        | 1:39,276 |          |          | 17   |
| 18  | 14 | Fernando Alonso   | McLaren-Honda        | 1:39,280 |          |          | 18   |
| 19  | 28 | Will Stevens      | Marussia-Ferrari     | 1:42,091 |          |          | 19   |
| 20  | 98 | Roberto Merhi     | Marussia-Ferrari     | 1:42,842 |          |          | 20   |

| Vidare från första kvalrundan ▬▬ Vidare från andra kvalrundan ▬▬ |

## Loppet
| Pos. | Nr | Förare            | Konstruktör          | Varv | Tid          | Grid | P  |
| ---- | -- | ----------------- | -------------------- | ---- | ------------ | ---- | -- |
| 1    | 44 | Lewis Hamilton    | Mercedes             | 56   | 1:39:42,008  | 1    | 25 |
| 2    | 6  | Nico Rosberg      | Mercedes             | 56   | +0,741       | 2    | 18 |
| 3    | 5  | Sebastian Vettel  | Ferrari              | 56   | +2,988       | 3    | 15 |
| 4    | 7  | Kimi Räikkönen    | Ferrari              | 56   | +3,835       | 6    | 12 |
| 5    | 19 | Felipe Massa      | Williams-Mercedes    | 56   | +8,544       | 4    | 10 |
| 6    | 77 | Valtteri Bottas   | Williams-Mercedes    | 56   | +9,885       | 5    | 8  |
| 7    | 8  | Romain Grosjean   | Lotus-Mercedes       | 56   | +19,008      | 8    | 6  |
| 8    | 12 | Felipe Nasr       | Sauber-Ferrari       | 56   | +22,625      | 9    | 4  |
| 9    | 3  | Daniel Ricciardo  | Red Bull-Renault     | 56   | +32,117      | 7    | 2  |
| 10   | 9  | Marcus Ericsson   | Sauber-Ferrari       | 55   | +1 varv      | 10   | 1  |
| 11   | 11 | Sergio Pérez      | Force India-Mercedes | 55   | +1 varv      | 15   |    |
| 12   | 14 | Fernando Alonso   | McLaren-Honda        | 55   | +1 varv      | 18   |    |
| 13   | 55 | Carlos Sainz, Jr. | Toro Rosso-Renault   | 55   | +1 varv      | 14   |    |
| 141  | 22 | Jenson Button     | McLaren-Honda        | 55   | +1 varv      | 17   |    |
| 15   | 28 | Will Stevens      | Marussia-Ferrari     | 54   | +2 varv      | 19   |    |
| 162  | 98 | Roberto Merhi     | Marussia-Ferrari     | 54   | +2 varv      | 20   |    |
| 17   | 33 | Max Verstappen    | Toro Rosso-Renault   | 52   | Transmission | 13   |    |
| Ret  | 13 | Pastor Maldonado  | Lotus-Mercedes       | 49   | Bromsar      | 11   |    |
| Ret  | 26 | Daniil Kvyat      | Red Bull-Renault     | 15   | Kraftenhet   | 12   |    |
| Ret  | 27 | Nico Hülkenberg   | Force India-Mercedes | 9    | Växellåda    | 16   |    |

| Förare och stall som tog poäng ▬▬ |

Noteringar:
- ^1  — Jenson Button gick i mål på fjortonde plats, men fick 5 sekunders tidstillägg för att ha kolliderat med Pastor Maldonado.[1]
- ^2  — Roberto Merhi gick i mål på sextonde plats, men fick 5 sekunders tidstillägg för att ha kört för snabbt bakom Safety Car.[1]

## Ställning efter loppet
| Pos. | Förare           | Poäng |
| ---- | ---------------- | ----- |
| 1    | Lewis Hamilton   | 68    |
| 2    | Sebastian Vettel | 55    |
| 3    | Nico Rosberg     | 51    |
| 4    | Felipe Massa     | 30    |
| 5    | Kimi Räikkönen   | 24    |

| Pos. | Konstruktör       | Poäng |
| ---- | ----------------- | ----- |
| 1    | Mercedes          | 119   |
| 2    | Ferrari           | 79    |
| 3    | Williams-Mercedes | 48    |
| 4    | Sauber-Ferrari    | 19    |
| 5    | Red Bull-Renault  | 13    |

- Notering: Endast de fem bästa placeringarna i vardera mästerskap finns med på listorna.